# タンホン県
タンホン県（タンホンけん、ベトナム語：Huyện Tân Hồng / 縣新雄?）は、ベトナム社会主義共和国ドンタップ省の県。面積は311km²、人口は75,456人（2019年）である。

## 行政区画
1市鎮8社から構成される。